# Kerlon
Kerlon Moura Souza (n. 27 ianuarie 1988 în Ipatinga) este un fotbalist brazilian. Poziția preferată a lui Kerlon este cea de mijlocaș ofensiv, însă evoluează des și ca atacant. Poreclit „Foca” are 1,70 m și joacă la Fujieda MYFC. Kerlon a început fotbalul de mic, pasiunea pentru acest sport fiindu-i insuflată de tatăl său. La acea vârstă dribla precis și lovea bine mingea cu capul. Observând aceste calități, tatăl său l-a dat la o școală de fotbal.

## Cariera
A început fotbalul mare la Cruzeiro Esporte Clube în anul 2005, la 17 ani și a fost dorit de multe echipe mari, Inter, Manchester United, AC Milan, însă a rămas la Cruzeiro. În 1 septembrie 2008 s-a transferat la Chievo Verona, echipă din Serie A, pentru care a jucat un meci și nu a reușit să marcheze. A marcat 1 singur gol în 27 de meciuri oficiale la Cruzeiro într-un meci câștigat de echipa sa cu scorul de 4-1 împotriva echipei Ituiutaba Esporte Clube. S-a remarcat la Campionatul Sud-American U17 din 2005. A reușit câteva goluri din lovituri libere, iar ca stil de executare a penalty-urilor a fost asemănat cu Romario. Ajuns în Serie A la Chievo se accidentează, nemaireușind să-și revină la forma pe care l-a consacrat.

## Palmares

### Cruzeiro
- Campionatul Mineiro: 2006

### Echipa națională
- Medalia de aur la Campionatul Sud-American de Fotbal 2005

### Individual
- Golgheter la Campionatul Sud-American de Fotbal (8 goluri): 2005
- Cel mai bun jucător la Campionatul Sud-American de Fotbal: 2005